# Airbus Group
Airbus Group (anteriormente European Aeronautic Defence and Space – EADS) é uma corporação europeia do ramo aeroespacial. O grupo Airbus surgiu de uma fusão em 10 de julho de 2000 das empresas DaimlerChrysler Aerospace (DASA) da Alemanha, Aérospatiale da França e Construcciones Aeronáuticas (CASA) da Espanha e, desde então, desenvolveu-se, tornando-se a segunda maior empresa aeroespacial europeia, depois da BAE Systems.
Em julho de 2013, a EADS, através de seu CEO, Thomas Enders anunciou uma reorganização em três divisões e a mudança de seu nome para Airbus, adotando uma aparência semelhante a de sua rival Boeing em uma aposta para se tornar mais competitiva. Na virada de 2013/14, o grupo adquiriu o nome de uma subsidiária Airbus, para enfatizar a sua importância. Até janeiro de 2014, a EADS foi responsável pelo desenvolvimento e venda de aviões civis e militares, assim como mísseis, foguetes espaciais e sistemas relacionados, tendo sido acionista da Indústria Aeronáutica de Portugal (OGMA), entre outras.
Em janeiro de 2014, foi criada a Airbus Defence and Space, divisão da Airbus voltada para os setores aeroespacial, defesa e aviação militar, formada por três das divisões da extinta EADS (Astrium, Cassidian e Airbus Military). Uma outra divisão da EADS, a Eurocopter, passou a ser Airbus Helicopters.

## Divisões

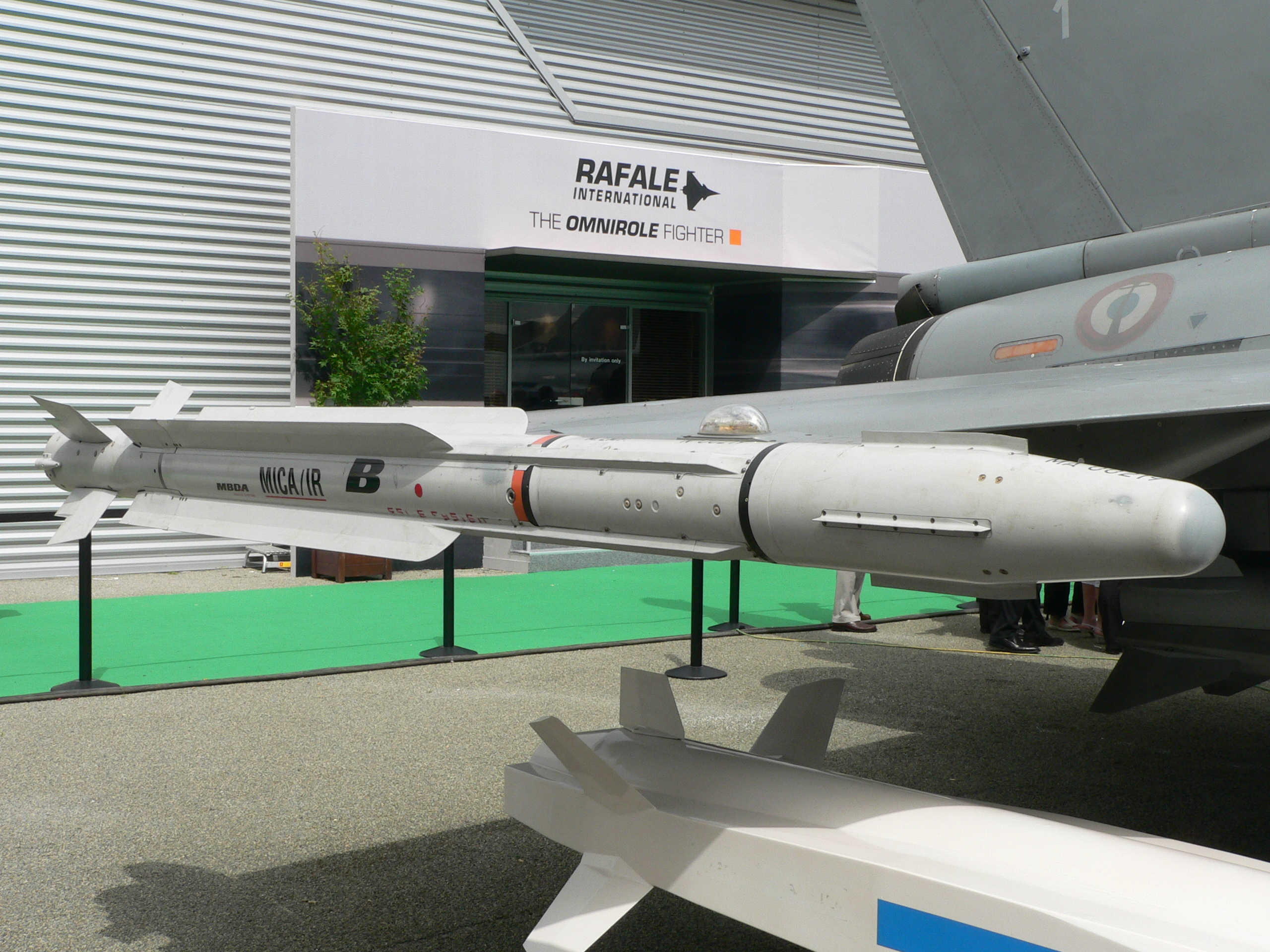
Míssil ar-ar MICA

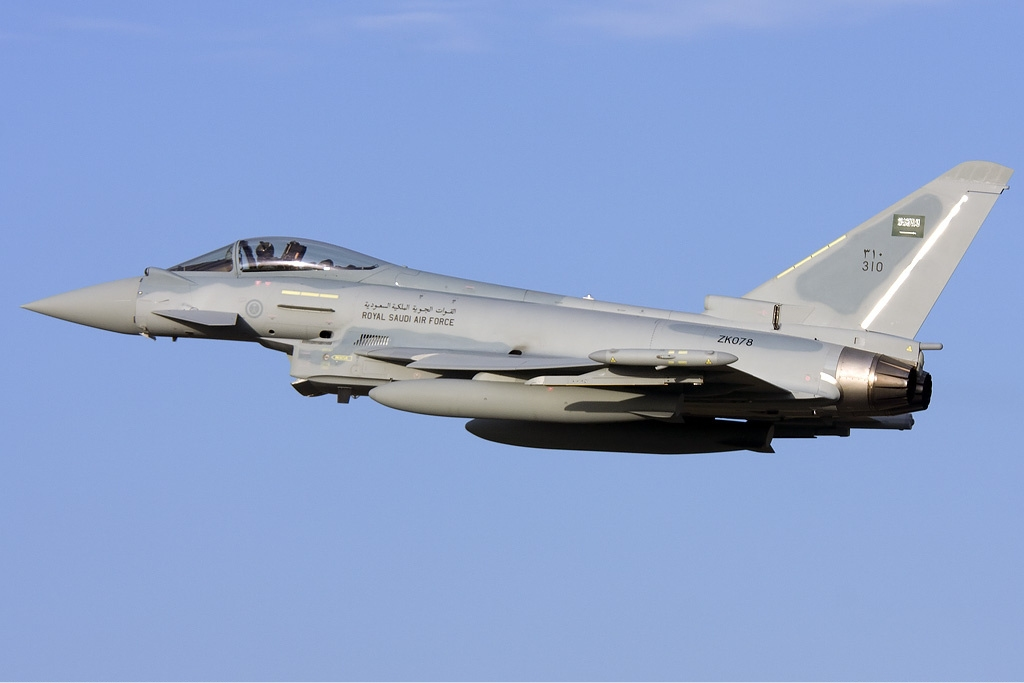
Caça Eurofighter

O Grupo Airbus é formado por três divisões de negócios:

### Airbus
Produz a linha comercial de aeronaves do grupo. É a maior divisão em faturamento e número de empregados. Entre seus produtos, estão aeronaves como o A330 e o A380.

### Airbus Defence and Space
Divisão do grupo formada pelas extintas divisões da EADS, Airbus Military, Astrium e Cassidian. É formada por quatro unidades:

#### Sistemas espaciais
Produz satélites para aplicação em defesa e segurança, telecomunicações, proteção ambiental, veículos lançadores e sistemas propulsores. Alguns de seus produtos são o satélite Skynet e o veículo lançador Ariane.

#### Aviação militar
Produz aeronaves de aplicação militar, como o C-295, A330 MRTT, o A400M e o caça Eurofighter.

#### Comunicações, inteligência e segurança
Unidade voltada para equipamentos de segurança de fronteiras, como radares, satélites e VANTs (veículos aéreos não tripulados).

#### Sistemas eletrônicos
Sistemas de vigilância termo-sensíveis e miras telescópicas.

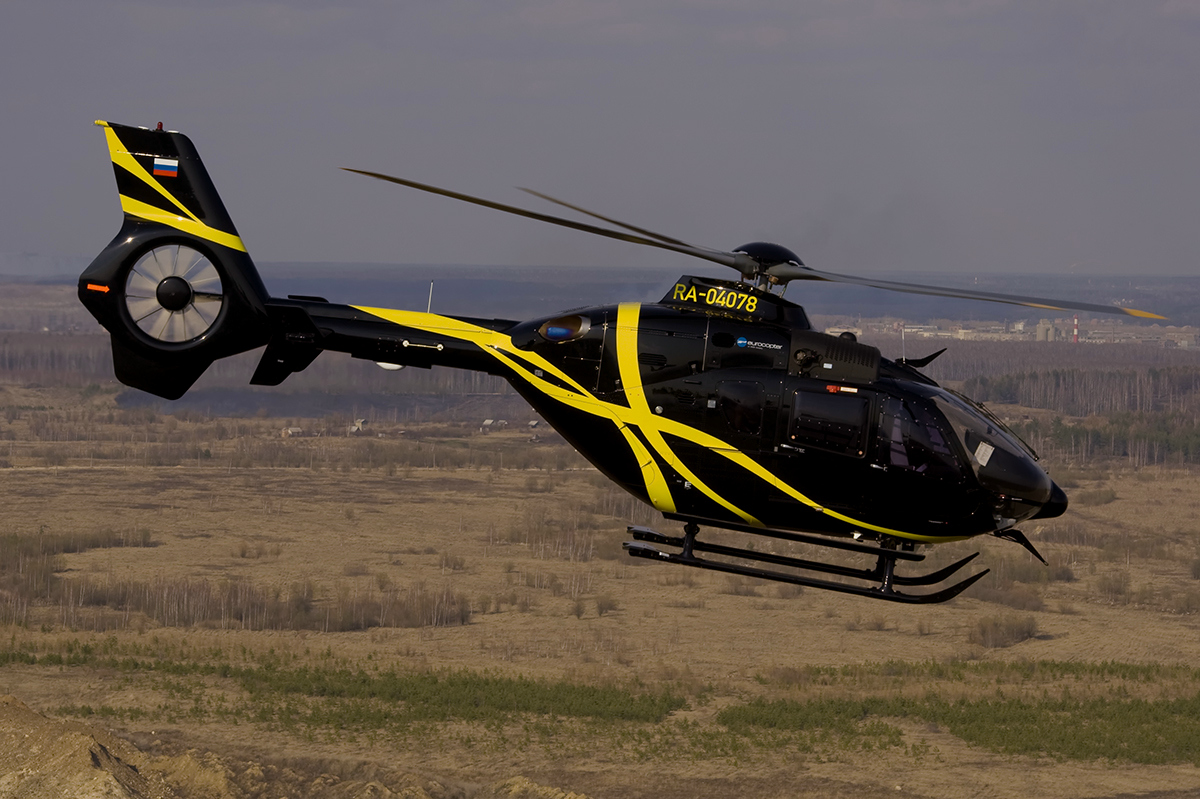
Airbus Helicopters EC-135

### Airbus Helicopters
Formada a partir da extinta Eurocopter, produz a linha de helicópteros do grupo, como o Super Puma e EC-135